# Dimman från havet
Dimman från havet är en novellsamling av Thorsten Jonsson utgiven postumt 1950.
Boken består av fyra berättelser som alla utspelar sig i USA där Thorsten Jonsson var korrespondent för Dagens Nyheter. Novellerna utspelar sig i Chicago, New York, New England och Kalifornien. Samlingen var avsedd att innehålla fem noveller, men den femte som utspelar sig i New Orleans-miljö blev aldrig fullbordad.
Berättarstilen är influerad av samtida amerikanska författare, främst Ernest Hemingway. Novellerna i Dimman från havet återutgavs tillsammans med två texter ur Sidor av Amerika (1946) i boken Berättelser från Amerika (2007).

## Innehåll
- Dr Philip, Ted och Patricia
- Berättelsen om Berthold Winger
- Weekend vid ravinen
- Dimman från havet